# NGC 83
NGC 83 est une galaxie elliptique située dans la constellation d'Andromède. NGC 83 a été découverte par l'astronome britannique John Herschel en 1828.

## Caractéristiques
Sa vitesse par rapport au fond diffus cosmologique est de 5 808 ± 29 km/s, ce qui correspond à une distance de Hubble de 85,7 ± 6,0 Mpc (∼280 millions d'al).
Le professeur Seligman considère que cette galaxie est lenticulaire.
À ce jour, 14 mesures non basées sur le décalage vers le rouge donnent une distance de 88,736 ± 29,738 Mpc (∼289 millions d'al), ce qui est à l'intérieur des valeurs de la distance de Hubble.